# Moustafa Matola
Moustafa Matola (ur. 27 listopada 1948) – malawijski sprinter, olimpijczyk.
Wystąpił na Letnich Igrzyskach Olimpijskich 1972 w eliminacjach biegu na 100 m. Z wynikiem 11,31 s zajął ostatnie miejsce w swoim biegu eliminacyjnym. Wśród wszystkich 85 zawodników uzyskał 84. czas – słabszy wynik osiągnął wyłącznie Pierre-Richard Gaetjens z Haiti.
Rekord życiowy w biegu na 100 metrów: 10,7 (1972).